# Angielina Mielnikowa
Angielina Romanowna Mielnikowa (ros. Ангели́на Рома́новна Ме́льникова; ur. 18 lipca 2000 r. w Woroneżu) – rosyjska gimnastyczka, mistrzyni i trzykrotna medalistka Igrzysk Olimpijskich w Tokio, srebrna medalistka Igrzysk Olimpijskich w Rio de Janeiro, mistrzyni i siedmiokrotna medalistka mistrzostw świata, czterokrotna mistrzyni Europy, dwukrotna złota i srebrna medalistka igrzysk europejskich.

## Kariera

### 2014–2015
Mielnikowa zyskała status rosyjskiej nadziei olimpijskiej w 2014 roku, wygrywając tytuł mistrzyni Europy juniorek w wieloboju indywidualnym, pokonując srebrną medalistkę Laurę Jurca z Rumunii o niecałe dwa punkty. Podczas tych samych zawodów, zdobyła kolejne złote medale w wieloboju drużynowym i ćwiczeniach na równoważni oraz srebro na poręczach asymetrycznych. Tego samego roku, wygrała również tytuł mistrzyni wieloboju na mistrzostwach Rosji z wysoką notą 58,300. W listopadzie, wygrała kolejny tytuł w wieloboju indywidualnym na zawodach juniorskich Top Gym w Charleroi z przewagą ponad czterech punktów.
We wrześniu 2015 roku, Mielnikowa startowała w zawodach Pucharu Rosji w konkurencji seniorek, zdobywając nieoficjalne pierwsze miejsce z notą 57,234. Mimo najwyższego wyniku, nie otrzymała tytułu mistrzyni ze względu na to, że brała udział, będąc jeszcze w rangach juniorek. Dwa miesiące później, wygrała złoto w wieloboju indywidualnym oraz srebro w wieloboju drużynowym na zawodach Elite Gym w Marsylii. W finałach na przyrządach, zajęła 5. miejsce na poręczach i 6. w ćwiczeniach wolnych.

### 2016
Mielnikowa rozpoczęła karierę w rangach seniorek w marcu 2016 roku, podczas międzynarodowych zawodów drużynowych DTB Pokal Gym Challenge w Stuttgarcie, gdzie zdobyła złoty medal wraz z rosyjską kadrą narodową. Z wynikiem 170,296, Rosjanki pokonały Niemki z przewagą ponad pięciu punktów. Na początku kwietnia, Angielina wygrała złoty medal w konkurencji drużynowej na Mistrzostwach Rosji w Penzie, zyskując również najwyższą notę w wieloboju indywidualnym - 60,067. W finale, uzyskała wynik 59,267 i z łączną punktacją 119,334, wygrała swój pierwszy tytuł mistrzyni kraju w wieloboju. W finałach na przyrządach, uplasowała się na 5. miejscu na poręczach (14,700) oraz wygrała złoto w ćwiczeniach na równoważni (15,333). W finale ćwiczeń wolnych, uzyskała tę samą notę (14.567) co mistrzyni świata z 2011 roku Ksienija Afanasjewa, tym samym dzieląc się z nią kolejnym złotym medalem.
W czerwcu, wzięła udział w Mistrzostwach Europy w Bernie. Z wynikami 14,866 na poręczach i 14,500 na równoważni, zakwalifikowała się do dwóch finałów na przyrządach. Uzyskała również noty 14,833 w skoku i 13,533 w ćwiczeniach wolnych. Z łączną notą 173,261, Rosjanki zajęły drugie miejsce w kwalifikacjach drużynowych. W nieoficjalnym rankingu wieloboju indywidualnego, Mielnikowa zajęła pierwsze miejsce z punktacją 57,732. W finale drużynowym, uzyskała noty 14,833 w skoku, 14,966 na poręczach, 14,800 na równoważni i 14,133 w ćwiczeniach wolnych. Rosja (w składzie z Aliją Mustafiną, Ksieniją Afanasjewą, Sjedą Tuthaljan i Darią Spiridonową) wygrała złoty medal z wynikiem 175,212, pokonując kadrę Wielkiej Brytanii z przewagą pięciu punktów. Mielnikowa zrezygnowała z udziału w finale na poręczach. Na równoważni, zyskała notę 14,166 i ostatecznie zajęła 5. lokatę.
Kilka tygodni później, Angielina zdobyła tytuł mistrzyni wieloboju indywidualnego na Pucharze Rosji w Penzie. W finałach na przyrządach, zdobyła złoto na równoważni (15,400), srebro na poręczach (15,033) i brąz w ćwiczeniach wolnych (13,733).

#### Igrzyska Olimpijskie wRio de Janeiro
Na początku lipca, Rosja ogłosiła, że w skład kadry olimpijskiej w gimnastyce sportowej kobiet wchodzą: Mielnikowa, Alija Mustafina, Marija Pasieka, Sjeda Tuthaljan i Daria Spiridonowa. Podczas kwalifikacji w Rio de Janeiro, Mielnikowa miała kilka błędów na równoważni i doznała upadku podczas układu ćwiczeń wolnych. Mimo tego, że jej wynik w wieloboju indywidualnym znalazł się wśród najlepszych, nie zakwalifikowała się do finału ze względu na wyższe noty Mustafiny i Tuthaljan.
Angielina zakończyła swoje pierwsze Igrzyska Olimpijskie podczas finału drużynowego, w którym zyskała noty 14,900 w skoku, 15,133 na poręczach, 13,033 na równoważni i 14,266 w ćwiczeniach wolnych. Rosja zdobyła srebrny medal z łącznym wynikiem 176,688.

### 2017
Mielnikowa rozpoczęła kolejny cykl olimpijski w marcu 2017 roku na Mistrzostwach Rosji w Kazanie, gdzie zdobyła srebrny medal w konkurencji drużynowej. Indywidualnie, duża liczba błędów i upadków w większości układów sprawiła, że uplasowała się na dalekiej 11. pozycji w wieloboju. W finałach na przyrządach, zdobyła brązowe medale w skoku i na równoważni oraz zajęła 8. miejsce w ćwiczeniach wolnych. Podczas Pucharu świata w Stuttgarcie, Mielnikowa zajęła drugie miejsce w finale wieloboju indywidualnego z wynikiem 53,732. Podczas kolejnego Pucharu świata w Londynie, uplasowała się na 5. pozycji.
W kwietniu, startowała na Mistrzostwach Europy w rumuńskim mieście Kluż-Napoka. Podczas kwalifikacji, duże problemy w ćwiczeniach na poręczach sprawiły, że nie zakwalifikowała się do finału wieloboju. Mimo 15. miejsca, Natalia Kapitonowa i Jelena Jerjomina zajęły wyższe pozycje i tym samym awans do finału.  W pierwszym dniu finałów na przyrządach, zajęła 8. miejsce w skoku. Po całym roku pełnym porażek, Mielnikowa zdobyła złoty medal w ćwiczeniach wolnych z wynikiem 14,100.
Podczas Pucharu Rosji w Jekaterynburgu, Mielnikowa zdobyła brązowy medal w konkurencji drużynowej i zakwalifikowała się na drugim miejscu w wieloboju indywidualnym z wynikiem 57,575. W finale wieloboju, zyskała notę 57,650 i z łączną punktacją 115,225 zdobyła złoty medal. W finałach na przyrządach, zdobyła złoto na równoważni i brąz w skoku oraz zajęła 4. miejsce na poręczach i 5. w ćwiczeniach wolnych.
W październiku, wzięła udział w swoich pierwszych Mistrzostwach świata w Montrealu, gdzie zakwalifikowała się do finału wieloboju indywidualnego na 10. miejscu. W finale, dużo błędów sprawiło, że Mielnikowa uplasowała się na dalekiej 16. pozycji z wynikiem 51,341. Zakończyła zawody, nie kwalifikując się do żadnego finału na przyrządach.

### 2018
Pod koniec marca 2018 roku, zdobyła złoty medal w wieloboju na Pucharze świata w Birmingham z wynikiem 54,465. Miesiąc później, zdobyła swój drugi tytuł mistrzyni Rosji w wieloboju indywidualnym. W finałach na przyrządach, zdobyła kolejne trzy medale na poręczach, równoważni i w ćwiczeniach wolnych oraz srebro w skoku. W lipcu, Mielnikowa zdobyła kolejny tytuł mistrzyni wieloboju na Pucharze Rosji.
Na Mistrzostwach Europy w Glasgow, Mielnikowa zdobyła złoty medal w konkurencji drużynowej. W finałach na przyrządach, wygrała srebro w skoku z wynikiem 14,233 i brąz na poręczach z notą 14,366. Zajęła również 6. miejsce w ćwiczeniach wolnych.
Na Mistrzostwach świata w Dausze, zakwalifikowała się do finału wieloboju indywidualnego na 5. miejscu, zajmując również 3. pozycję w ćwiczeniach wolnych. W finale drużynowym, zyskała noty 14,300 w skoku, 14,166 na poręczach i 12,966 w ćwiczeniach wolnych. Rosjanki zajęły drugie miejsce w łącznym wynikiem 162,863. W finale wieloboju, Mielnikowa otrzymała punktację 55,698, zajmując 5. miejsce. W finale ćwiczeń wolnych, uplasowała się na 4. pozycji z notą 13,833.

### 2019
W marcu 2019, Melnikowa zajęła drugie miejsce w wieloboju na Mistrzostwach Rosji w Penzie. W finałach na przyrządach, zdobyła złoto w ćwiczeniach wolnych, srebro w skoku i na równoważni oraz brąz na poręczach. W tym samym miesiącu, wygrała srebrny medal w zawodach drużynowych DTB Pokal Gym Challenge w Stuttgarcie.
W kwietniu, startowała na Mistrzostwach Europy w Szczecinie. Podczas kwalifikacji, zajęła pierwszą lokatę w wieloboju indywidualnym i zakwalifikowała się do finałów w skoku, na poręczach i w ćwiczeniach wolnych. W finale wieloboju, zyskała noty 14,333 w skoku, 14,266 na poręczach, 12,900 na równoważni i 13,566 w ćwiczeniach wolnych. Zdobyła brązowy medal z łączną punktacją 55,065. W finałach na przyrządach, wygrała srebro na poręczach (14,533) i brąz w ćwiczeniach wolnych (13,466) oraz zajęła 5. miejsce w skoku (14,133).
W czerwcu, Mielnikowa została mistrzynią wieloboju indywidualnego na Igrzyskach Europejskich w Mińsku, z wynikiem 54,498. Zdobyła również złoto na poręczach (14,466), srebro w skoku (14,133) i srebro na równoważni (13,600). Na Pucharze Rosji, zajęła drugie miejsce w wieloboju i skoku oraz trzecie na poręczach.
Na Mistrzostwach świata w Stuttgarcie, zakwalifikowała się na czwartej pozycji do finału wieloboju indywidualnego z wynikiem 56,599. Otrzymała również awans do finałów na poręczach i w ćwiczeniach wolnych. W finale drużynowym, Mielnikowa otrzymała noty 14,533 w skoku, 14,333 na poręczach, 13,766 na równoważni i 13,900 w ćwiczeniach wolnych. Rosja zdobyła srebrny medal z łącznym wynikiem 166,529. W finale wieloboju indywidualnego, wygrała brązowy medal z punktacją 56,399. Zdobyła kolejny brąz w finale ćwiczeń wolnych z wynikiem 14,066 oraz zajęła 4. miejsce na poręczach.

### 2020
Ze względu na światową pandemię wirusa COVID-19, Mielnikowa nie brała udziału w żadnych zawodach przez większość roku 2020. W listopadzie, startowała w zawodach Friendship & Solidarity w Tokio, gdzie wygrała złoty medal w wieloboju indywidualnym z wynikiem 56,700, zyskując noty 14,700 w skoku, 14,500 na poręczach, 14,100 na równoważni i 13,400 w ćwiczeniach wolnych.

### 2021
W marcu, Mielnikowa wzięła udział w Mistrzostwach Rosji. Podczas pierwszego dnia zawodów, uplasowała się na 4. pozycji w wieloboju. W finale, zajęła ostatecznie trzecią lokatę. W finałach na przyrządach, wygrała złoto w skoku (14,299), brąz na poręczach (14,666) i złoto w ćwiczeniach wolnych (14,400).
Na Mistrzostwach Europy w Bazylei, zakwalifikowała się na najwyższej pozycji w wieloboju indywidualnym oraz awansowała do finałów w skoku, na poręczach i w ćwiczeniach wolnych. Mimo upadków na poręczach i równoważni w finale wieloboju, Mielnikowa wygrała srebrny medal z wynikiem 55,432. W finałach na przyrządach, wygrała złoto na poręczach (14,500), srebro w ćwiczeniach wolnych (13,900) i brąz w skoku (14,433).

#### Igrzyska Olimpijskie wTokio
Mielnikowa reprezentowała Rosję (jako Rosyjski Komitet Olimpijski) na XXXII Letnich Igrzyskach Olimpijskich w Tokio. Zakwalifikowała się do finałów wieloboju indywidualnego, skoku, poręczy i ćwiczeń wolnych oraz pomogła rosyjskiej kadrze w objęciu niespodziewanego pierwszego miejsca, pokonując tym samym Stany Zjednoczone. Mimo upadków Mielnikowej i Urazowej na równoważni w finale wieloboju drużynowego, Rosjanki zdobyły historyczne złoto z przewagą trzech punktów nad kadrą USA.
W finale wieloboju indywidualnego, Mielnikowa wykonała cztery czyste układy i uplasowała się na trzecim miejscu za Amerykanką Sunisą Lee i reprezentantką Brazylii Rebecą Andrade, zdobywając tym samym swój pierwszy indywidualny medal olimpijski. W finałach na przyrządach, Mielnikowa zdobyła brązowy medal w ćwiczeniach wolnych oraz zajęła piąte miejsce w skoku i ósme na poręczach.
W październiku, Mielnikowa startowała w Mistrzostwach świata w Kitakiusiu, gdzie awansowała do wszystkich finałów. Zdobyła tytuł mistrzyni wieloboju indywidualnego jako pierwsza Rosjanka od wygranej Aliji Mustafiny w 2010 roku. W finałach na przyrządach, Angielina zdobyła srebro w ćwiczeniach wolnych i brąz w skoku.

### 2022
Po wybuchu wojny rosyjsko-ukraińskiej, Rosja została zdyskwalifikowana ze wszelkich międzynarodowych zawodów organizowanych przez Międzynarodową Federację Gimnastyczną. W lipcu, Mielnikowa wróciła do zawodów podczas Pucharu Rosji, gdzie zdobyła złote medale w wieloboju indywidualnym, skoku i ćwiczeniach wolnych oraz srebro na poręczach i równoważni.
W październiku, Angielina wzięła udział w Spartakiadzie w Kazanie, gdzie wygrała złoto w ćwiczeniach wolnych (14,300), brąz na poręczach (14,600) oraz trzy srebrne medale w wieloboju indywidualnym, skoku i ćwiczeniach na równoważni. W konkurencji drużynowej, zajęła 3. miejsce wraz z kadrą z Woroneża.
W grudniu, zdobyła złoty medal w wieloboju z wynikiem 57,265 podczas corocznego Pucharu Woronina w Moskwie.

### 2023-2025
W marcu 2023, Mielnikowa zajęła drugie miejsce w wieloboju podczas Mistrzostw Rosji w Kazanie. W finałach na przyrządach, zajęła 4. miejsce w skoku oraz 6. miejsce w ćwiczeniach wolnych. W konkurencji drużynowej wygrała brązowy medal.
Pod koniec sierpnia, zajęła 5. miejsce w zawodach Pucharu Rosji w Soczi. Zdobyła również złoty medal w skoku i srebrny w ćwiczeniach wolnych.
W marcu 2024, wygrała tytuł mistrzyni Rosji oraz zdobyła trzy złote medale w skoku, na równoważni i w ćwiczeniach wolnych oraz brąz na poręczach.
W grudniu, zdobyła dwa medale podczas Pucharu Woronina - złoto w skoku oraz srebro na równoważni.
Na początku marca 2025, Mielnikowa otrzymała neutralny status, zezwalający jej na powrót do międzynarodowych zawodów. Po ogłoszeniu uczestnictwa zawodniczki w Pucharze świata w Osijeku, Rosyjska Federacja Gimnastyczna zdecydowała się na wycofanie swoich zawodników z jakichkolwiek zawodów Międzynarodowej Federacji Gimnastycznej.

## Historia zawodów
| Rok    | Zawody                            | Miejsce        | AA     | VT     | UB     | BB     | FX     | Drużynowo |
| Junior | Junior                            | Junior         | Junior | Junior | Junior | Junior | Junior | Junior    |
| ------ | --------------------------------- | -------------- | ------ | ------ | ------ | ------ | ------ | --------- |
| 2014   | Gymnix International              | Montreal       |        |        |        |        |        |           |
| 2014   | Mistrzostwa Rosji                 | Penza          |        |        | 7      |        |        | [ 74 ]    |
| 2014   | Mistrzostwa Europy                | Sofia          |        | 6      |        |        |        |           |
| 2014   | Top Gym                           | Charleroi      |        |        |        |        |        |           |
| 2015   | Puchar Rosji                      | Penza          | 1      |        |        |        |        |           |
| 2015   | Elite Gym Massilia                | Marsylia       |        |        | 5      |        | 6      |           |
| Senior |                                   |                |        |        |        |        |        |           |
| 2016   | DTB Pokal Gym Challenge           | Stuttgart      |        |        |        |        |        |           |
| 2016   | Mistrzostwa Rosji                 | Penza          |        |        | 5      |        |        |           |
| 2016   | Mistrzostwa Europy                | Berno          | 1      |        |        | 5      |        |           |
| 2016   | Puchar Rosji                      | Penza          |        |        |        |        |        |           |
| 2016   | XXXI Letnie Igrzyska Olimpijskie  | Rio de Janeiro |        |        | 13     | 54     | 53     |           |
| 2016   | Gander Memorial                   | Chiasso        |        |        |        |        |        |           |
| 2016   | Puchar Szwajcarii                 | Zurych         |        |        |        |        |        |           |
| 2017   | Mistrzostwa Rosji                 | Kazań          | 11     |        |        |        | 8      |           |
| 2017   | Puchar świata                     | Stuttgart      |        |        |        |        |        |           |
| 2017   | Puchar świata                     | Londyn         | 5      |        |        |        |        |           |
| 2017   | Mistrzostwa Europy                | Kluż-Napoka    |        | 8      |        |        |        |           |
| 2017   | Puchar Rosji                      | Jekaterynburg  |        |        | 4      |        | 5      |           |
| 2017   | Mistrzostwa świata                | Montreal       | 16     | 10     | 5      | 18     | 91     |           |
| 2018   | Puchar świata                     | Stuttgart      | 4      |        |        |        |        |           |
| 2018   | Puchar świata                     | Birmingham     |        |        |        |        |        |           |
| 2018   | Jesolo Trophy                     | Jesolo         | 4      |        |        |        | 5      |           |
| 2018   | Mistrzostwa Rosji                 | Kazań          |        |        |        |        |        |           |
| 2018   | Puchar Rosji                      | Czelabińsk     |        |        |        |        |        |           |
| 2018   | Mistrzostwa Europy                | Glasgow        |        |        |        |        | 6      |           |
| 2018   | Mistrzostwa świata                | Doha           | 5      | 11     | 12     | 36     | 4      |           |
| 2018   | Gander Memorial                   | Chiasso        | 4      |        |        |        |        |           |
| 2018   | Puchar Szwajcarii                 | Zurych         |        |        |        |        |        |           |
| 2019   | Mistrzostwa Rosji                 | Penza          |        |        |        |        |        |           |
| 2019   | DTB Pokal Gym Challenge           | Stuttgart      |        |        |        |        |        |           |
| 2019   | Mistrzostwa Europy                | Szczecin       |        | 5      |        | 18     |        |           |
| 2019   | 2. Igrzyska Europejskie           | Mińsk          |        |        |        |        |        |           |
| 2019   | Puchar Rosji                      | Penza          |        |        |        |        |        |           |
| 2019   | Mistrzostwa świata                | Stuttgart      |        |        | 4      | 13     |        |           |
| 2019   | Brabant Trophy                    | Den Bosch      |        |        |        |        |        |           |
| 2019   | Toyota International              | Toyota         |        |        |        |        | 7      |           |
| 2020   | Friendship & Solidarity Meet      | Tokio          |        |        |        |        |        |           |
| 2021   | Mistrzostwa Rosji                 | Penza          |        |        |        |        |        | 4         |
| 2021   | Mistrzostwa Europy                | Bazylea        |        |        |        |        |        |           |
| 2021   | XXXII Letnie Igrzyska Olimpijskie | Tokio          |        | 5      | 8      |        |        |           |
| 2021   | Mistrzostwa świata                | Kitakiusiu     |        |        | 4      | 7      |        |           |
| 2022   | Puchar Rosji                      | Kaługa         |        |        |        |        |        |           |
| 2022   | Spartakiada                       | Kazań          |        |        |        |        |        |           |
| 2022   | Puchar Woronina                   | Moskwa         |        |        |        |        |        |           |
| 2023   | Mistrzostwa Rosji                 | Kazań          |        | 4      |        |        | 6      |           |
| 2023   | Puchar Rosji                      | Soczi          | 5      |        |        |        |        |           |
| 2024   | Mistrzostwa Rosji                 | Soczi          |        |        |        |        |        |           |
| 2024   | BRICS Games                       | Kazań          |        |        |        |        |        |           |
| 2024   | Puchar Woronina                   | Moskwa         |        |        |        |        |        |           |